# C-53
La C-53, o Carretera de Tàrrega a Balaguer, és una carretera gestionada per la Generalitat de Catalunya. Neix a la cota 349 m al terme de Vilagrassa separant-se de la N-II i s'acaba a la cota 242 m al terme de Vallfogona de Balaguer on s'ajunta amb la C-26. Discorre pels termes municipals de Vilagrassa, Anglesola, Tàrrega, Tornabous, Puigverd d'Agramunt, la Fuliola i Castellserà de la comarca de l'Urgell, Barbens i Ivars d'Urgell de la comarca del Pla d'Urgell, Penelles, Bellmunt d'Urgell, Bellcaire d'Urgell i Vallfogona de Balaguer de la comarca de la Noguera.
La carretera creua els nuclis d'Anglesola, Tornabous, el Tarròs, la Fuliola, Boldú i Bellcaire d'Urgell, la qual cosa ha provocat protestes per la inseguretat viària. Almenys des de 2005 hi ha un projecte per construir variants a totes les travessies, però a 2025 aquestes obres no estan planificades. De fet, a març de 2025 només hi ha prevista la construcció d'una rotonda en la intersecció amb la carretera LV-3344 entre les poblacions d'Ivars d'Urgell i Castellserà.

## Homenatge a Lluís Companys
A peu de carretera hi ha l'Espai Lluís Companys i el monument a Lluís Companys, al costat del nucli del Tarròs on va néixer el president.